# 藍腹異齒䲁
藍腹異齒䲁（學名：Ecsenius shirleyae），又稱藍腹無鬚䲁，為輻鰭魚綱鳚形目䲁科異齒䲁屬的一種，分布於西太平洋印尼海域，深度3至12公尺，本魚體延長，稍側扁，似圓柱狀；頭鈍短。前鼻孔具一鼻鬚；無眼上鬚及頸鬚，頭部有深色眶後條紋，橫跨頭部延伸至身體前部，在腹部與明亮的白色條紋接壤，頭上其他明亮的斑紋為白色或淡黃色，腹部呈藍色，體長可達2.8公分，棲息在沿岸礁石區，雌魚產附著性卵，雄魚有護卵行為，幼魚為浮游性，生活習性不明。